# Ansbachi Karolina brit királyné
Ansbachi Karolina brit királyné (Ansbach, 1683. március 1. – 1737. november 20.)
Teljes nevén Vilhelmina Sarolta Karolina a Hohenzollern-ház tagjaként született, János Frigyes brandenburgi őrgróf és második felesége, Szász-Eisenachi Eleonóra hercegnő elsőszülött leányaként. Két édestestvére volt, Frigyes és Vilmos. Apja előző házassága révén Karolinának volt még öt féltestvére is, Lipót, Keresztély, Dorottya, György és Sarolta.

## Élete
Három éves korában 32 éves apja meghalt himlő következtében. Ezután a kislány, az édesanyja és annak másik életben maradt gyermeke, Vilmos elhagyták Ansbachot és az özvegy szülőföldjére, Eisenachba költöztek.
1692-ben Karolina anyja feleségül ment a nála 6 évvel fiatalabb IV. János szász választófejedelemhez. A frigy csupán két évig, János haláláig tartott. (János szintén himlőben hunyt el, akárcsak Eleonóra első férje.)
1696-ban Eleonóra és két gyermeke elhagyta Drezdát, s visszatértek Ansbachba, Eleonóra féltestvére, II. György őrgróf udvarába. Karolina nemsokára Lützenburgba került, ahol Frigyes brandenburgi választófejedelem és felesége, Zsófia Sarolta vette őt pártfogásába. Zsófia Eleonóra jóbarátja volt.
1701-ben Frigyes és Zsófia lettek Poroszország királya és királynéja. A királyné az özvegy Hannover-i Zsófia választófejedelemné leánya volt. A porosz királyné intelligens, erős akaratú leányt nevelt Karolinából, aki filozófiát is tanulhatott, méghozzá Gottfried Leibniztől. Az asszony és pártfogoltja között már korán igen erős kötelék alakult ki, a kislány szinte már édesanyjaként szerette és csodálta a királynét, ezért Zsófia igencsak fájlalta, amikor Karolina visszatért Ansbachba.
Mire Karolina eladósorba került, már jól látszott, hogy igen vonzó és intelligens hölgy vált belőle a porosz udvarban. Az is szóba került, hogy a leendő VI. Károly német-római császár lesz a férje. Károly 1703-ban meg is látogatta a lányt, aki 1704-ben végül úgy döntött, mégsem akar hozzámenni a főherceghez, ugyanis az őrgrófnő nem lett volna hajlandó áttérni a lutheránus vallásról a római katolikus hitre leendő hitvese kedvéért.
1705 elején a lány legfőbb támasza, Zsófia porosz királyné meghalt, ami mélyen megrendítette Karolinát. Azév júniusában Zsófia unokaöccse, György Ágost hannoveri herceg az ansbachi udvarba látogatott, állítólag inkognitóban, hogy megleshesse Karolinát. György apja akarta így rendezni a dolgokat, mivel nem akarta, hogy hozzá hasonlóan fia is szerelem nélkül házasodjon, úgy, hogy előtte egyszer sem találkozik leendő nejével.
Mivel Györgynek három gyermektelen nagybátyja volt, így igen nagy volt rajta a nyomás, hogy nősüljön meg és nemzzen örökösöket. György már nagyon kíváncsi volt Karolinára, akinek szépsége és jó természete híre már Hannoverbe is eljutott.
Első látásra megtetszett neki a 22 éves lány. Az első benyomás szerencsére kölcsönös volt, Karolinának is imponált kérője, aki akkor már harmadik volt a brit trónöröklési sorban.
1705. augusztus 22-én Karolina megérkezett Hannoverbe, hogy György Ágost felesége legyen, s még aznap este össze is házasodtak a herrenhauseni palota kápolnájában. A következő év májusában az asszony már várandós volt, s 1707. január 20-án megszületett első gyermeke, egy fiú, aki a Frigyes nevet kapta. Pár hónappal ezután Karolina himlős lett, amit tüdőbaj előzött meg. A csecsemő sajnos elkapta a kórt édesanyjától. György sokat a neje betegágyánál virrasztott, és sajnos ő is megkapta a betegséget, ám szerencsésen kigyógyult belőle, akárcsak hitvese és kisfiuk. A következő hat esztendő során még három gyermekük jött világra, Anna, Amélia és Karolina, akik még Hannoverben születtek.
György és Karolina házassága mindent egybevéve sikeres és boldog volt, habár György nem is próbálta titkolni neje előtt, hogy szeretőket tart. Két legismertebb ágyasa Henrietta Howard (később Suffolk grófné) és 1735-től Amalie von Wallmoden (Yarmouth grófné) volt. Henrietta egyike volt Karolina udvarhölgyeinek, s több képviselővel is viszonyt folytatott, mikor is férje 1731-ben megörökölte a grófi rangot. Az asszony 1734-ig volt György ágyasa. Karolina azonban, anyósával és Györggyel ellentétben, végig hűséges házastárs volt az évek során és nem rendezett kínos jeleneteket sem férje kalandjai okán. Sőt, inkább udvarhölgyei közé fogadta hitvese aktuális ágyasait, hogy így még jobban szemmel tarthassa őket. A gyermekáldás ellenére a brit korona jövője még mindig bizonytalan volt, hiszen Anna brit királynő féltestvére, Stuárt Jakab herceg igényt nyújtott be Hannoverre is, továbbá Karolina anyósa, a leányági vérvonal utolsó trónörököse is elhunyt időközben.
Anna királynő nem engedélyezte egyetlen Hannovernek sem, hogy Nagy-Britanniába látogasson, míg ő él. Karolina egyszer ezt írta Leibniznek: "Készséggel elfogadom az összehasonlítást, melyet Anna tesz köztem és a néhai Erzsébet királynő közt, amit egy jó előjelnek tekintek, s igencsak hízelgő rám nézve. Hiszen akárcsak Erzsébet esetében, úgy anyósom esetében is egy féltékeny női rokon (Anna) az, aki kétségbe vonja jogos trónigényét."
1714 júniusában Karolina anyósa a menye karjaiban hunyt el, 83 éves korában. Végül is nem lehetett ő Nagy-Britannia következő királynője, így férje lett Anna következő örököse. Pár héttel később Anna is elhunyt, így Karolina apósa lett a szigetország következő uralkodója, I. György néven. György Ágost 1714 szeptemberében Nagy-Britanniába hajózott, októberben pedig Karolina és két leányuk is követte őt hajón, ez volt az asszony egyetlen tengeri útja élete során. Kisfiuk, Frigyes Hannoverben maradt, magántanárok oktatták és nevelők gondoskodtak róla nagyapja uralkodása alatt. György Ágost elnyerte a Cornwall hercege és a Rothesay hercege címeket is, akárcsak a Wales hercege rangot, miáltal Karolina Wales hercegnéje lett. Ő volt az első asszony, aki hitvesével egy időben kapta meg ezt a címet. Kétszáz évvel korábban Aragóniai Katalin volt az utolsó asszony, aki viselhette a Wales hercegnéje rangot. Minthogy I. György feleségét, Celle-i Zsófia Dorottyát eltaszította magától 1694-ben, így már csak Karolinából lehetett királyné, amikor hitvese később trónra került. Azonban még így is ő lett Nagy-Britannia akkori legmagasabb rangú asszonya.
György Ágost és Karolina sok energiát fektetett abba, hogy jól megtanulják az angol nyelvet és szokásokat, megismerjék a politikai viszonyokat és a jogrendszert. A házaspár sokszor került szembe I. Györggyel több tekintetben is, ugyanis a király magával hozta német minisztereit és udvaroncait, míg György Ágost és felesége már egy angol típusú udvartartást vezetett Walesben, s ők sokkal népszerűbbek voltak mind a brit nemesség, mind pedig az egyszerű polgárok körében. Két évvel az Angliába érkezése után a hercegné sajnos megélt egy halvaszületést is, aki egy kisfiú volt, melyért közeli barátja, Bückeburg grófné az angol orvosok ügyetlenségét tartotta felelősnek. A következő évben viszont újabb egészséges fia született, aki a György Vilmos nevet kapta. A csecsemő keresztelője 1717 novemberében volt, de György Ágost vitába keveredett apjával a lehetséges keresztszülők személyét illetően. Ennek következtében a király házi őrizetbe záratta őket a Szent Jakab Palotában, s száműzte Karolinát és férjét az udvarból is. A hercegné végül is gyermekeivel maradhatott volna, de ő úgy gondolta, hitvese mellett a helye. A gyermekeik így a király felügyelete alá kerültek, a pár pedig elköltözött a Leicester Házba. Karolina emiatt lelki beteg lett és el is ájult egy titkos látogatás alkalmával, amikor gyermekeit szerette volna megnézni apósa engedélye nélkül. 1718 januárjában aztán mégiscsak megengedte menyének, hogy láthassa gyermekeit. Aztán februárban György Vilmos beteg lett, ezért a király megengedte, hogy szülei mellette legyenek a Kensington Palotában. A csecsemő sajnos meghalt, állítólag a szíve volt beteg, szülei azonban a királyt okolták a tragédiáért, mivel elválasztotta őt édesanyjától. Abban az évben újabb csapás érte őket, amikor a hercegné elvetélt egy magzatot Richmond Lodge-ban, vidéki rezidenciájukon. A következő években Karolinának újabb három gyermeke jött világra: Vilmos, Mária és Lujza. Onnantól kezdve a Leicester House lett a királyellenes politikai erők egyik legfőbb találkahelye.
Karolina összebarátkozott az egykori miniszterelnökkel, Sir Robert Walpole-lal, aki a whig párt soraiból került ki, s aki többször is elégedetlenségét fejezte ki a kormányon lévő politikai erőkkel szemben. 1720 áprilisában Walpole és a whigek tárgyalásokba kezdtek a kormánypárti erőkkel, a hercegné pedig egyfajta közvetítő szerepet töltött be a két párt között, ezáltal elősegítve György Ágost és a király kibékülését egymással, a királyság jövője érdekében. Karolina szerette volna ismét maga nevelni három legidősebb leányát, akik akkor még a király felügyelete alatt álltak. Remélte, hogy ez mielőbb meg is történhet, most, hogy elkezdtek közeledni apósa felé, ám ez a változás végül sajnos mégsem valósulhatott meg. György Ágost Walpole-t akarta felhasználni ahhoz, hogy még több támogatót szerezzen a whigek soraiban, ahhoz, hogyha majd trónra kerül, minél szilárdabb lehessen a hatalma a parlament fölött.
A herceg látszólag elszigetelődött a whigek és a király közti vitában való állásfoglalástól, viszont a Leicester House gyakran így is számos korabeli irodalmárt látott vendégül, akik sok mindenben nem értettek egyet a kormánnyal. Köztük volt például John Arbuthnot és Jonathan Swift is. Arbuthnot mesélte Swiftnek, hogy Karolina élvezettel olvasta a Gulliver utazásai című könyvét, különösen azért, mert volt benne egy olyan herceg, aki magas sarkú cipőt viselt egy olyan országban, ahol még a király és közvetlen környezete is alacsony talpú cipőket hordott, ezzel is kifejezve, hogy a trónörökös és az uralkodó nem értettek egyet sok dologban, akárcsak a király és György Ágost. Karolina jóval műveltebb volt nő létére a férjénél. A királyné imádott olvasni. Karolina egy igen jelentős könyvtárat alapított a St. James Palotában. Levelezett Gottfried Leibniz-cel, a kor egyik filozófus etalonjával, aki akkoriban a hannoveri udvarban élt udvaroncként. A királyné felajánlotta hat halálraítéltnek a börtönben, hogy meghagyja életüket, ami sikerült is neki, így pedig ugyanennyi gyermeket mentett meg attól, hogy félárván maradjanak ezáltal. Karolina igen felvilágosult nézeteket vallott az orvoslásról is, ezért három gyermekét (Amélia, Karolina és Frigyes) is beoltották himlő ellen.
Emiatt sokan elismerően nyilatkoztak akkoriban az asszonyról, Voltaire például így írt erről: „El kell ismernem, hogy rangja, címei ellenére a hercegnő arra született, hogy támogassa a művészeteket és az emberiséget, s még trónján ülve is egy jóindulatú filozófus ő, és soha nem hagyott ki egyetlen lehetőséget sem, hogy megmutassa nagylelkűségét, s közben még művelődjön is.”
Karolina 1727-ben végre királyné lett, amikor apósa elhunyt, s férjével együtt megkoronázták őt is a Westminster Apátságban, még azon év október 11-én. Ő volt az első megkoronázott királyné Angliában Dániai Anna (I. Jakab angol király felesége) óta, akit 1603-ban koronáztak királynévá. Végül II. György elárulta Walpole-t, aki végül is nagyban hozzásegítette őt az apjával való ,, látszólagos " kibéküléshez, Karolina azonban azt tanácsolta férjének, hogy mégiscsak őt nevezze ki miniszterelnökké. Walpole igen nagy befolyással bírt a parlament legnagyobb részében, így II. György rendkívüli kockázatot vállalt a kinevezésével, mert attól tartott, hogy Walpole a még hezitáló képviselőket is képes lesz meggyőzni arról, hogy a király ellen beszéljenek. A miniszterelnök évi 100 ezres járadékot szavaztatott meg a képviselőkkel Karolina számára, a királyné pedig neki ajándékozta a Somerset House-t és a Richmond Lodge-t is. Lord Hervey, a király egyik támogatója Walpole-t csak úgy nevezte kissé gúnyosan, hogy: ,, a királyné minisztere ", a kettejük közti erős barátság okán. A következő tíz évben a királyné befolyása csak még inkább erősödött politikai téren. Karolina nagy nehezen végül elérte férjénél, hogy némely dolgokban engedjen Walpole-nak, Walpole-t pedig kissé visszafogottabb megnyilatkozásokra intette a királlyal kapcsolatban. Az asszony sok tekintetben legkedvesebb barátja, a néhai Zsófia Dorottya porosz királyné liberális nézeteit vallotta, például a sajtószabadságról, továbbá támogatta, hogy kegyelemben részesítsék az ún. jakobitákat (a rivális Stuart-dinasztia elkötelezett hívei).
1728-ban Frigyes csatlakozott családjához Angliában, ám sajnos rendkívül szerette a szerencsejátékot, amivel igen sok adósságot halmozott fel, továbbá számos szeretőt tartott, és imádta a pajzán vicceket is. Abszolút ellenkező politikai nézeteket vallott apjához képest, s igencsak nehezményezte, hogy a király csak nagyon kevés beleszólást engedélyez neki a kormány ügyeibe. Az 1728-ban elfogadott régenstörvény értelmében a királynét, s nem a trónörököst jelölte ki szívesebben a parlament a régensi szerepkörre a király hannoveri távollétében, 1729 májusától öt hónapon át. Karolina kormányzása során diplomáciai vitába bonyolódtak Portugáliával, amikor egy brit hajót megtámadtak a portugálok az ottani Tajo folyón. Ekkor köttetett meg a spanyolokkal az ún. sevilla-i béke. 1732 májusától 4 hónapon át ő volt az ország régense, míg férje Hannoverben tartózkodott.
A büntetőjogi rendszer vizsgálata széles körű visszaéléseket tárt fel, beleértve a kegyetlen bánásmódot és összeesküvéseket a gazdag elítéltek megszöktetésére. Karolina igyekezett nyomást gyakorolni Walpole-ra a bevezetésre javasolt reformok terén, ám sajnos nagyrészt sikertelenül. 1733 márciusában Walpole egy jövedéki adóval kapcsolatos törvénytervezetet terjesztett be a parlamenthez, mely igen népszerűtlennek bizonyult, s amelyet a királyné is támogatott, ám végül a képviselők ellenállása révén nem szavazták meg a bevezetését. A következő pár évben Karolina és a király állandó vitában álltak legidősebb fiukkal, Frigyes herceggel, akit Németországban hagytak nevelkedni kisgyermekként, amikor ők Angliába költöztek. Karolina ideje nagy részét Délkelet-Angliában vagy London környékén töltötte szívesen.
Királynéként igen érdekelte őt a művészet, a költészet és egyéb intellektuális dolgok. Ékszereket, karikatúrákat, fontos emberek portréit és miniatúrákat gyűjtött, imádta a képzőművészetet. Lelkesedett a korábbi angol királyok és királynék mellszobraiért, melyeket nagyrészt Michael Rysbrack alkotott meg, s felügyelte a királyi udvar kertjeinek átalakítását is, hogy azok minél természetesebb látványt nyújthassanak. Ez esetben William Kent-et és Charles Bridgemant kérte fel a feladatra. 1728-ban hozzájutott Leonardo da Vinci- és Hans Holbein-vázlatokhoz is, melyek egy fiók mélyén voltak elzárva, III. Vilmos angol király parancsára. Karolina legidősebb lánya, Anna 1734-ben hozzáment IV. Vilmos orániai herceghez, s férjével együtt Hollandiába költözött. A királyné utána egy igen szomorú hangú levelet írt Annának, melyben kifejezte leírhatatlan bánatát, amiért lánya távol él már tőle. Anna hamarosan betegségbe esett, s egy időre visszautazott Angliába felgyógyulni, míg férje hadjáraton volt. Nemsokára Vilmos és II. György király is arra utasítja az asszonyt, hogy térjen vissza új hazájába, Hollandiába. 1735 közepén Frigyes igencsak sértve érezte magát, hogy apja ismét Karolinát és nem őt jelölte ki távollétében régensnek. 1736-ban II. György és a királyné megszervezte Frigyes házasságát Szász-Gotha Auguszta hercegnővel.
Röviddel az esküvő után György Hannoverbe távozott, az ügyeket otthon pedig Karolina intézte. Karolina ezalatt igyekezett kiharcolni John Porteous kapitány szabadon bocsátását, akit egy edinburghi gyilkosság elkövetésével vádoltak. Mielőtt azonban bármit tehetett volna érte, a feldühödött csőcselék megrohamozta a börtönt, ahol fogva tartották őt, s megölték a férfit. Az eset rendkívül felháborította az asszonyt. A király hosszas külföldi tartózkodása eléggé bosszantotta a brit népet, ezért 1736-ban kénytelen volt mihamarabb hazatérni. Hazaútját megnehezítette, hogy hajója a tengeren viharba keveredett, s már-már azt hitték róla, hogy meghalt.
Karolina nagyon aggódott férjéért, és elborzasztotta, hogy mindezek közben Frigyes nagyszabású vacsorát adott barátainak. A királyné és a wales-i herceg többször vitába keveredett egymással, mivel Frigyes alkalmatlannak tartotta anyját a királyság irányítására. György 1737 januárjában végül is épségben hazatért Angliába. Ezek után Frigyes eredménytelenül kérte a parlamentet havi járandósága megemelésére, ugyanis előtte a herceg ezt már apjánál sem tudta elérni. Ez a téma ismét vitás helyzetet teremtett a trónörökös és szülei között. Walpole tanácsára végül mégiscsak felemelték a herceg apanázsát, bár nem az általa kért mértékben, azért, hogy csitítsák a királyi pár és fiuk közti további konfliktusokat. 1737 júniusában Frigyes tudatta szüleivel, hogy felesége állapotos, és októberre várják első gyermeküket. Valójában azonban Auguszta korábbra várta a gyermeket, s már júliusban megindult nála a szülés, férje pedig Hampton Courtból titokban elvitte a vajúdó asszonyt, hogy a királyi pár véletlenül se lehessen ott a szülésnél. Mikor György és Karolina erről értesültek, rendkívül felháborodtak. A hagyomány szerint a királyi család fontosabb tagjai és az idősebb udvaroncok is jelen kellett, hogy legyenek egy ilyen fontos gyermek születésénél, ám Auguszta kénytelen volt férje unszolására másfél órát egy zötykölődő hintóban utazni, miközben iszonyúan szenvedett a szülési fájdalmaktól.
A királyné és két leánya, valamint Lord Hervey a St. James Palotába sietnek, ahová Augusztát vitte Frigyes. Sajnos Karolina megkönnyebbült, hogy menye egy ,, szegény, csúnya, kisegeret " szült egy ,, hatalmas, kövér, egészséges " fiú helyett, ugyanis a csecsemő ,, csupán " egy kislány volt. A szülés körüli bonyodalmak csak még inkább mélyítették a szakadékot anya és fia között. Lord Hervey azt mesélte, hogy a királyné egyszer ezt mondta fiáról: ,, Nézze csak, ott jön! A megátalkodott, a gazember! Azt kívánom, bárcsak nyílna meg alatta a föld, s süllyedne a pokolba ez a szörnyeteg! " November 17-én reménytelenné vált a királyné állapota, s 1737. november 20-án hunyt el, a St. James Palotában. December 17-én temették el a Westminster Apátságban. Frigyest nem hívták meg a gyászszertartásra. Georg Friedrich Händel a temetésre egy himnuszt komponált. A király elrendelte, hogy páros nyughelyet készítsenek számukra, hogy majd felesége mellett nyugodhasson ő is (ahogy ez 23 évvel később meg is történt). Élete utolsó éveiben Karolina sokat szenvedett a lábaival, ám komolyabb gond volt számára, hogy 1724 óta, amikor legkisebb gyermeke is világra jött, köldökvérzés is fellépett nála időközönként. 1737. november 9-én már erős fájdalmai voltak a királynénak, ám még végigcsinált egy hivatalos rendezvényt, s csak utána esett ágynak végleg. Vékonybélproblémák is felléptek nála ekkor már. Az elkövetkezendő jó pár napban vérzett, s orvosok sürgölődtek körülötte, ám sajnos már ez sem segített rajta. A király nem engedélyezte Frigyesnek, hogy utoljára lássa a már haldokló Karolinát, azonban a királyné Walpole-on keresztül megbocsátását küldte fiának. Az asszony arra kérte férjét, hogy halála után nősüljön újra, amit a király visszautasított, mondván, hogy legfeljebb szeretői lesznek, felesége már nem. György azt mondta: ,, Ó, Isten ne adja! " Karolina halálát rengetegen őszintén meggyászolták. A protestánsok, s még a jakobiták is csodálták az asszonyt, elvhű életéért, könyörületességéért. Amikor annak idején Károly főherceg megkérte a kezét, vallási elvei miatt nem ment hozzá, mivel nem lett volna hajlandó áttérni egy másik hitre a házasság kedvéért. Például John Gay ezt írta Karolináról, 1714-ben, az „Egy levél egy hölgyhöz” című írásában:
„Megvetette a birodalmat a vallás kedvéért,

Ehhez itt a földön megkapta a brit koronát is,

Ám a halhatatlan koronát is megkapta mellé a mennyekben.”
A közvélemény és az udvar is jól látta, milyen nagy befolyással volt a királyné a hitvesére. Erről akkoriban ez a szatirikus stílusú vers született:
„Lehet, hogy jól öltözve parádézik György,

Ám mind hiába, hisz

mindannyian tudjuk, hogy valójában

a királyné uralkodik,

te pedig már nem, akárcsak Spanyol Fülöp.

Ha pedig elbuksz, de mégis csodálunk érte,

Karolina majd kordában tart téged, ahogy apád tette azelőtt.”
A 18. századról való visszaemlékezések szerint, részben John, azaz Lord Hervey részéről, azt mutatták, hogy Karolina és Walpole uralták II. György szinte összes politikai cselekedetét.
Peter Quennell azt írta, hogy Hervey egy „kivételes szövetség (Wapole és a királyné) krónikása” volt, Karolina pedig Hervey „hősnője” volt. Számos korabeli forrás szerint, s a 19. és 20. század életrajzírói szerint is Karolina nagyban hozzájárult a Hannover-dinasztia hatalmának megszilárdításához Nagy-Britanniában, szembenállva a jakobita ellenzéki erőkkel. R. L. Arkell írta, hogy: „Karolina lelkiismeretén és zsenialitásán múlott, hogy gyökeret tudott ereszteni a Hannover-ház Angliában.”
W. H. Wilkins pedig ezt írta a királynéról: „Kegyes és méltóságteljes személyiség, magas szintű eszmékkel és feddhetetlen életmóddal, mely nagymértékben ellensúlyozta apósa és férje népszerűtlenségét a királyságban. Kiemelte a korai György-korszakot annak durva megnyilvánulásaiból.” Bár a modern kori történészek szerint Hervey, Wilkins és Arkell túlbecsülte a királyné politikai szerepét, mégis Karolina minden bizonnyal az egyik legbefolyásosabb királyi házastárs volt Nagy-Britannia történetében.